# Albánské knížectví
Albánské knížectví (albánsky Principata e Shqipnis`) byl státní útvar resp. knížectví (monarchie) na území dnešní Albánie existující od roku 1914 do roku 1925. Vládnoucí kníže nikdy neabdikoval, ale již v roce 1914 po 200 dnech vlády opustil zemi kvůli špatným podmínkám. Monarchie však vydržela až do roku 1925, i když od roku 1920 to byla spíše formální monarchie. Knížectví zaniklo převratem v roce 1925, jehož hlavní postavou byl diktátor Ahmet Zogu. Nástupcem Albánského knížectví se stala Albánská republika a do jisté míry i Albánské království vyhlášené Ahmetem Zogu v roce 1928.

## Historie

### Vznik Albánského knížectví

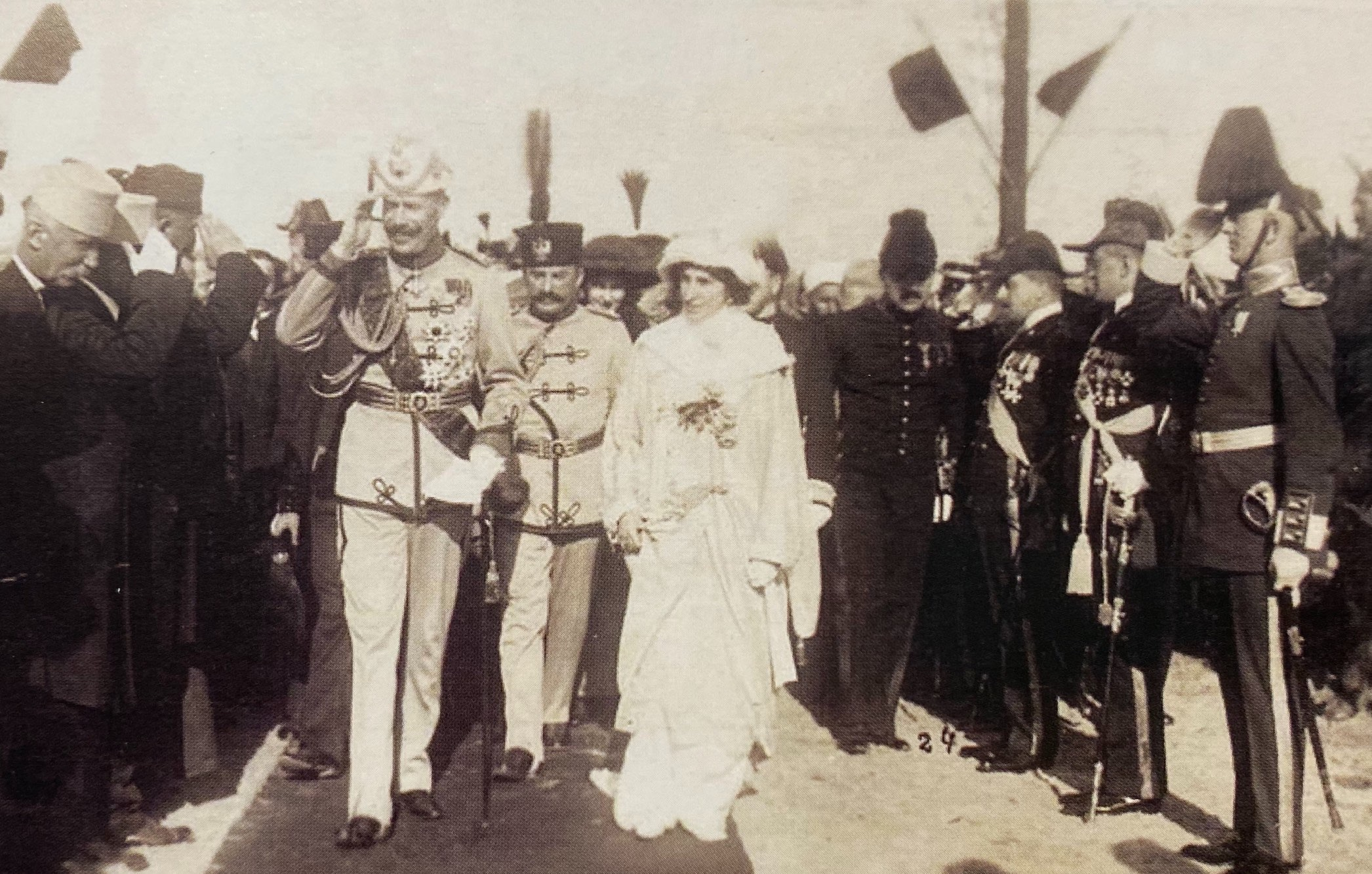
Kníže Vilém Wied a jeho žena Sofie přijíždí do Albánie

Ze všech kandidátů na knížete Albánie úspěšně dopadl až Wilhelm Wied z Neuwiedu v Porýní, jehož matkou byla nizozemská princezna a jeho vzdálený příbuzný byl císař Vilém II., rozhodujícím faktorem pro něj bylo to, že byl protestant a tedy přijatelný pro všechny. Wilhelm Wied dorazil do Albánie 7. března 1914 a za své sídelní město si vybral přístav Drač (Durrës), tak začala jeho dvousetdenní vláda v Albánii.

### Albánie během první světové války
Nedlouho po vyhlášení nezávislosti Albánie však vypukla první světová válka a členové MKK jeden po druhém začali i s vojenskými jednotkami opouštět Albánii. Knížeti posléze došly finance a při muslimské vzpouře, která dorazila do Drače hledal úkryt na palubě italské lodi Misurata, což v očích Albánců velmi snížilo jeho prestiž. Po definitivním odchodu členů MKK a jejich jednotek nenacházeje východisko předtím než se opět nalodil na loď Misurata vydal prohlášení, v němž Albáncům sdělil, že neabdikuje, ale opouští zemi, protože mu poměry v ní neumožňují řádnou správu země. Kníže vyjádřil přesvědčení, že během jeho dočasné nepřítomnosti "si bude moci lid v klidu rozmyslet a najít pro sebe správnou cestu". Nejprve odcestoval do Rumunska a posléze do byl jako major německé armády poslán na frontu do Flander, což zdiskreditovalo Weida jako neutrální osobu schopnou vykonávat funkci vladaře Albánie především v očích Dohody. Od roku 1916 se z Albánie stalo jedno z bojišť konfliktu. Během války byla obsazena jak rakousko-uherskou, tak francouzskou a italskou armádou. Během války uzavřely albánští představitelé spojeneckou smlouvu se Srbskem.

### Poválečná (meziválečná) Albánie

Albánské knížectví v roce 1916

Po ukončení války zůstával osud nezávislé Albánie nejistý. Podle Londýnského paktu by velkou část Albánie dostala Itálie a zbytek Řecko, popř. Srbsko, ale díky přičinění amerického prezidenta Wilsona zůstala Albánie nezávislým státem a monarchií. Krátce po konci války roku 1920 došlo k jedné významné změně; hlavní město bylo přesunuto z Drače do Tirany, tehdy malého dvacetitisícového města. V roce 1921 byla ve vnitrozemí severní Albánie na území kmene Mirditů vyhlášena Mirditská republika. Společnost národů podpořila územní celistvost Albánie a tak po krátké vojenské kampani obnovila Albánie svrchovanost nad mirditským územím.
V roce 1924 vypukla ve městě revoluce, která však vyústila ve zrušení monarchie a vytvoření republiky. Vůdčí albánskou postavou už od roku 1922 byl Ahmet Zogu, který byl nejdříve premiérem 1922–1924, později prvním prezidentem Albánie 1925–1928 a konečně v letech 1928 až 1939 vládl jako král Albánců Zog I.
Když v roce 1928 prezident Ahmet Zogu obnovil monarchii a prohlásil se králem, kníže Wilhelm znovu potvrdil svůj legitimní nárok na trůn pro sebe a své dědice.

## Kníže
Hlavou státu byl dědičný kníže, suverénní panovník z dynastie Wiedů. O moc se dělil s vládou. V zahraničí a diplomatické korespondenci byl uváděn jako Suverénní kníže, ale v Albánii byl označovaný jako mbret (neboli král).
Jeho celý titul byl:
Z milosti velmocí a vůle lidu Albánský kníže.